# 마쓰마에 구니히로
마쓰마에 구니히로(일본어: 松前邦廣, まつまえ くにひろ, 1705년 ~ 1743년 5월 31일)는 마쓰마에번의 6대 번주이다.
1705년, 마쓰마에 모토히로(松前本廣)의 여섯 번째 아들로 태어났으며, 초대 번주 마쓰마에 요시히로(松前慶廣)의 둘째 아들 다다히로(忠廣)의 증손에 해당한다. 5대 번주 노리히로(矩廣)의 양자가 되어 1721년 양부의 죽음으로 가독을 물려받았다. 종5위하 시마노카미(志摩守)를 서임받았다. 1743년 사망하였고, 장남인 스케히로(資廣)가 그 뒤를 이었다.
| 전임 마쓰마에 노리히로 | 제6대 마쓰마에번 번주 1721년 ~ 1743년 | 후임 마쓰마에 스케히로 |